# Gmina Põlva
Gmina Põlva (est. Põlva vald) – gmina wiejska w Estonii, w prowincji Põlva.
W skład gminy wchodzi:
- 27 wsi: Aarna, Adiste, Andre, Eoste, Himmaste, Holvandi, Kiuma, Kähri, Lutsu, Mammaste, Meemaste, Metste, Miiaste, Nooritsmetsa, Orajõe, Partsi, Peri, Puskaru, Puuri, Rosma, Soesaare, Taevaskoja, Tromsi, Tännassilma, Uibujärve, Valgesoo oraz Vanaküla.